# شيهم مبذول
شيهم مبذول أو أبو شوك أو النيص المتوج (بالإنجليزية: Crested porcupine)‏ (باللاتينية: Hystrix cristata) من الحيوانات التي تنتمي لفصيلة النيص يتواجد بجنوب إيطاليا وإفريقيا يدعي أيضًا ب «الظربان» في الجزائر.